# Euglossa jacquelynae
Euglossa jacquelynae är en biart som beskrevs av Nemésio 2007. Euglossa jacquelynae ingår i släktet Euglossa, tribus orkidébin, och familjen långtungebin. Inga underarter finns listade.